# Georgetown (Nowy Jork)
Georgetown – miasto w Stanach Zjednoczonych, w stanie Nowy Jork, w hrabstwie Madison.